# Ряжское
Ряжское (каз. Ряжский) — село в Узункольском районе Костанайской области Казахстана. Административный центр и единственный населённый пункт Ряжского сельского округа. Находится примерно в 14 км к востоку от районного центра, села Узунколь. Код КАТО — 396655100.
В 10 км к северо-востоку от села находится озеро Бабье, в 1 км к востоку — Караигыр, в 7 км к юго-западу — Ушколь.

## Население
В 1999 году население села составляло 979 человек (479 мужчин и 500 женщин). По данным переписи 2009 года, в селе проживало 870 человек (425 мужчин и 445 женщин).